# Ermitage Saint-Antoine de Lac-Bouchette
Pour les articles homonymes, voir Bouchette et Hermitage.
L'ermitage Saint-Antoine de Lac-Bouchette est l'un des quatre principaux sites de pèlerinage catholique dans la province de Québec au Canada. Il a été fondé par l'abbé Elzéar Delamarre en 1907, par l'achat de terres à l'ouest du village et la construction d'une résidence secondaire et d'une chapelle privées dédiées à saint Antoine de Padoue. L'ermitage Saint-Antoine a été désigné sanctuaire national par la Conférence des évêques catholiques du Canada, comme une poignée d'autres sites. 

## Contexte de la fondation
Fondé dans les dernières années du courant ultramontain canadien et au tout début de l'ère de colonisation du nord du territoire québécois, le village de Lac-Bouchette est d'abord marqué dans son histoire par une certaine ferveur religieuse. 
La retraite étant rapidement devenue populaire auprès des pèlerins catholique du Canada, l'abbé Delamarre y fit construire une chapelle plus imposante pour accommoder les visiteurs. Le site abrite aussi une grotte qui rappelle à l'abbé celle de Massabielle et la dédie à la Vierge, en conséquence, puis la décore d'un autel, d'une statue de Notre-Dame de Lourdes et la coiffe d'une chapelle rappelant la basilique de l'Immaculée-Conception.

## Croissance de l'ermitage
Le site croît rapidement et en 1925, lorsqu'il est confié à la gestion des Frères mineurs capucins, il compte un imposant Calvaire, une hôtellerie et une reproduction de la Scala Santa. Les Capucins développent le site en y bâtissant un monastère et une église dédiée à la Vierge. 
L'ermitage Saint-Antoine accueille visiteurs et pèlerins avec des chambres d'hôtel, des chalets familiaux et des chalets pour deux personnes, des emplacements de camping, un restaurant familial et une table d'hôte. Une tour de 25 mètres, la tour Saint-Antoine, favorise l'observation. Des sentiers pédestres, des kayaks, paddel boards, pédalos et vélo loués permettent les promenades. Un spectacle de contemplation immersive est présenté chaque heure pendant la saison estivale.

## Éléments principaux
Parmi les éléments architecturaux et culturels importants du site on peut compter :
- une chapelle de style néo-gothique champêtre, connue sous le nom de chapelle Saint-Antoine-de-Padoue, classée immeuble patrimonial depuis 1977[4] ;
- des fresques du peintre québécois Charles Huot ornant la chapelle privée de scènes de la vie d'Antoine de Padoue, aussi classée depuis 1977 ;
- une reproduction de la basilique de Lourdes ;
- une reproduction de la Scala Santa, de style néoclassique ;
- un calvaire, œuvre de Louis Jobin et Charles Huot ;
- un chemin de croix monumental, sculpté par le sculpteur belge Rodolphe Goffin[5] ;
- un monastère de style néoroman ;
- une église de style moderne, la Chapelle mariale[6].

## Annexe

### Liens Externes
- Site Officiel de l'Ermitage Saint-Antoine

- Ermitage Saint-Antoine de Lac-Bouchette – Églises vertes
- L’orgue à l’honneur à l’Ermitage Saint-Antoine de Lac-Bouchette | Le Quotidien - Chicoutimi
- Les reliques de saint Antoine exposées à Lac-Bouchette | Radio-Canada.ca